# Tom yum
Pour les articles homonymes, voir Tom et Yum.
Le tom yum ou tom yung ou tom yam (lao : ຕົ້ມຍຳ, tôm ɲam ; thaï : ต้มยำ, tôm jam, soupe mixte, en thaï) est une famille de soupes ou currys aigre-épicée-pimentée traditionnelle des cuisine thaïlandaise et cuisine laotienne. Elle est largement servie dans les autres pays d'Asie du Sud-Est et a été popularisée dans le monde entier, avec pour version la plus commune le tom yum goong qui signifie soupe aux crevettes.

## Étymologie
Tom yum vient de deux mots thaïs : ต้ม (T̂m, tom) qui se réfère à l'action de bouillir, tandis que ยำ (Yả, yam) est une salade thaïe épicée et aigre. Cuite avec différentes épices et herbes généreusement utilisées dans le bouillon, elle se distingue des autres soupes par ses saveurs relevées.

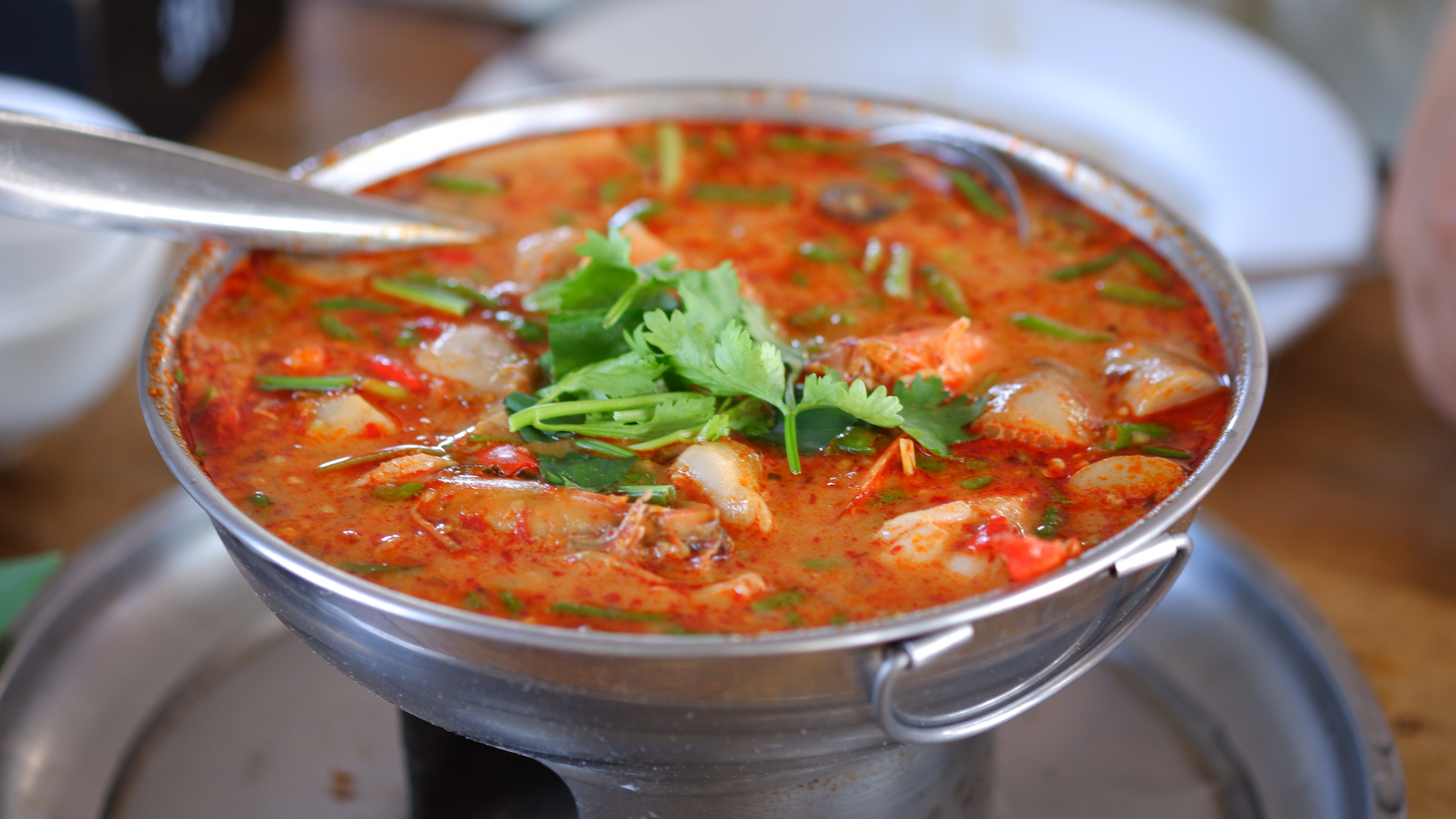
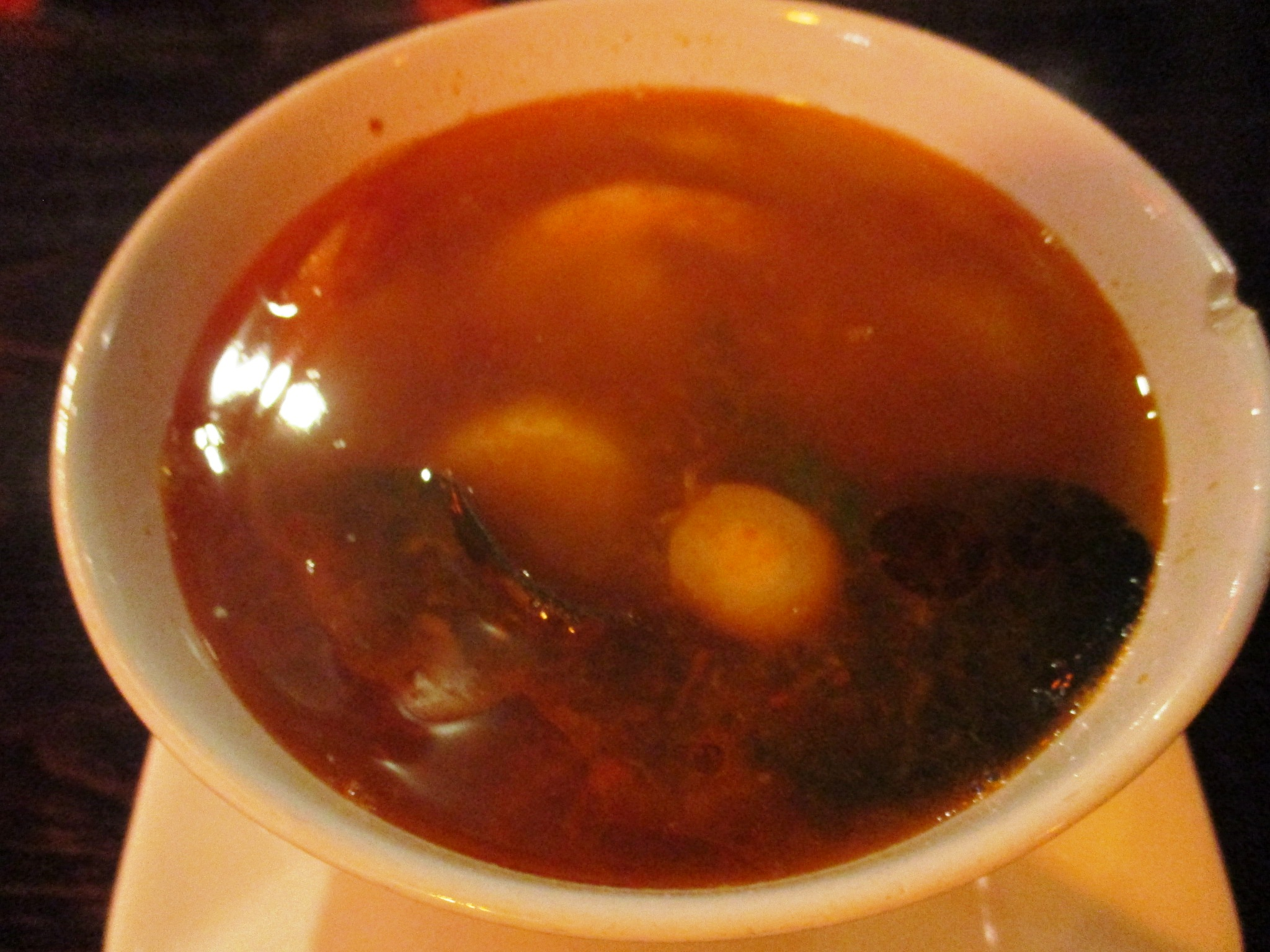

Les ingrédients de base du bouillon sont la citronnelle, les feuilles de combava, l'ail, le jus de citron, la sauce de poisson et des piments écrasés.

### Élément identitaire thaï
Les immigrés thaïs ont ouvert de nombreux restaurants Thai Halal Tom Yum dans toute la Malaisie autour desquels se sont construit des réseaux de migration.

## Les déclinaisons: soupe claire ou crémeuse
Selon une source thaï une ancienne recette de soupe Tom Yum du royaume de Siam (actuelle Thaïlande) publiée en 1890, est réalisée avec poisson de serpent, pâte de piment rôti et mangue verte. Traditionnellement on distincte la forme claire (soupe diluée) des formes crémeuses qui dateraient du roi de Siam Rama VI.
- ต้มยำน้ำใส (T̂myả n̂ả s̄ı) ou Tom yum nam saï, soupe Tom Yum claire, cette soupe est liquide avec les 3 ensembles de composants usuels (condiments, sauce de poisson et épices, crevettes ou poulet)[5], ต้มยำปลา (T̂myả plā - Tom Yum Pla) Tom Yum de poisson est une soupe claire avec du poisson blanc (mérou[6], Channidae ou poisson à tête de serpent)[7] une variante est ต้มยำหัวปลา (T̂myả h̄ạw plā - Tom Yum Hua Pla) à la tête de poisson, souvent à la tête de saumon (et normalement en soupe claire)[8]. ต้มยำไก่ (T̂myả kị̀ - Tom Yum Gai) est la même au poulet (elle chasse les rhumes pendant la saison des pluies[9]).
- ต้มยำขาหมู (T̂myả k̄hā h̄mū) Tom yum au jarret de porc, qui exige une cuisson longue, on donne un gout doux au bouillon en ajoutant du tamarin[10].

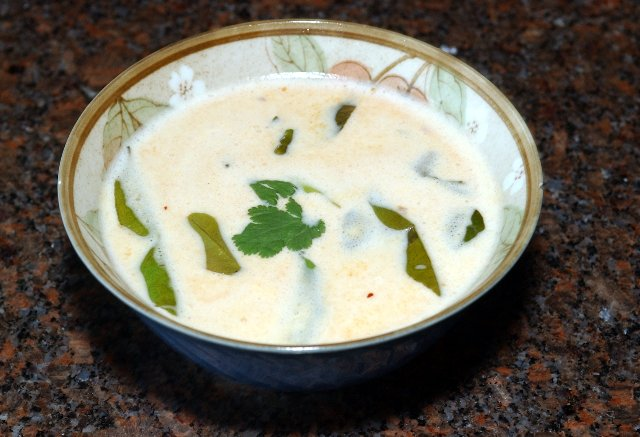
Tom kha gaï, soupe ou curry au lait de coco

- ต้มยำน้ำข้น (T̂myả n̂ả k̄ĥn) - Tom yum nam khon ou soupe Tom Yum crémeuse est une soupe claire liée au lait condensé[11] ou du lait de coco ต้มยำกะทิ (T̂myảkathi) Tom Yum, lait de coco[12], dont une version sous forme de ragout (curry) localement appréciée est le ต้มข่าไก่ (T̂mk̄h̀ā kị̀ - Tom Kha Gaï) ou Tom kha kai, curry au lait de coco avec champignons et viande de poulet avec les condiments communs au Tom Yum ( galanga , feuille de combava, citronnelle, lime, piment, coriandre)[13]. ต้มยำมะพร้าวอ่อนน้ำข้น (T̂myả maphr̂āw x̀xn n̂ả k̄ĥn) Tom yum kung crémeuse à la jeune noix de coco est faite à la pulpe de noix de coco immature et au lait de coco[14] et éventuellement service dans la noix[15].
- ต้มยำกุ้ง (T̂myả kûng) - Tom yum goong, incontournable soupe (aussi Tom yam kung[16]) pour les touristes, aux crevettes qui remonterait au Royaume de Rattanakosin[17], connue mondialement de nos jours avec ou sans lait de coco[18]. C'est cette version tom yum kung aux crevettes - crevettes de rivière du fleuve Chao Phraya[19] - qui a fait l'objet (2021) d'une demande d'inscription sur la liste du patrimoine culturel immatériel de l’UNESCO, dans une forme minimalistes (eau bouillante, mélange d’herbes, telles citronnelle, racine de galanga et les feuilles de combava fraîche du jardin) qui serait influencée par le végétarisme bouddhiste[20]. Mais elle existe aussi avec sous forme sophistiquée étoilée par Michelin[21].
- ต้มยำทะเล (T̂myả thale - Tom Yam Talay) au fruits de mer peut aussi contenir des crevettes mais aussi des crustacés, calmar, crabe, moules etc.[22] C'est elle dont il existe une version épicée ต้มยำโป๊ะแตก  (T̂myả póa tæk - Tom Yam Po Taek) tom yum relevée[23].

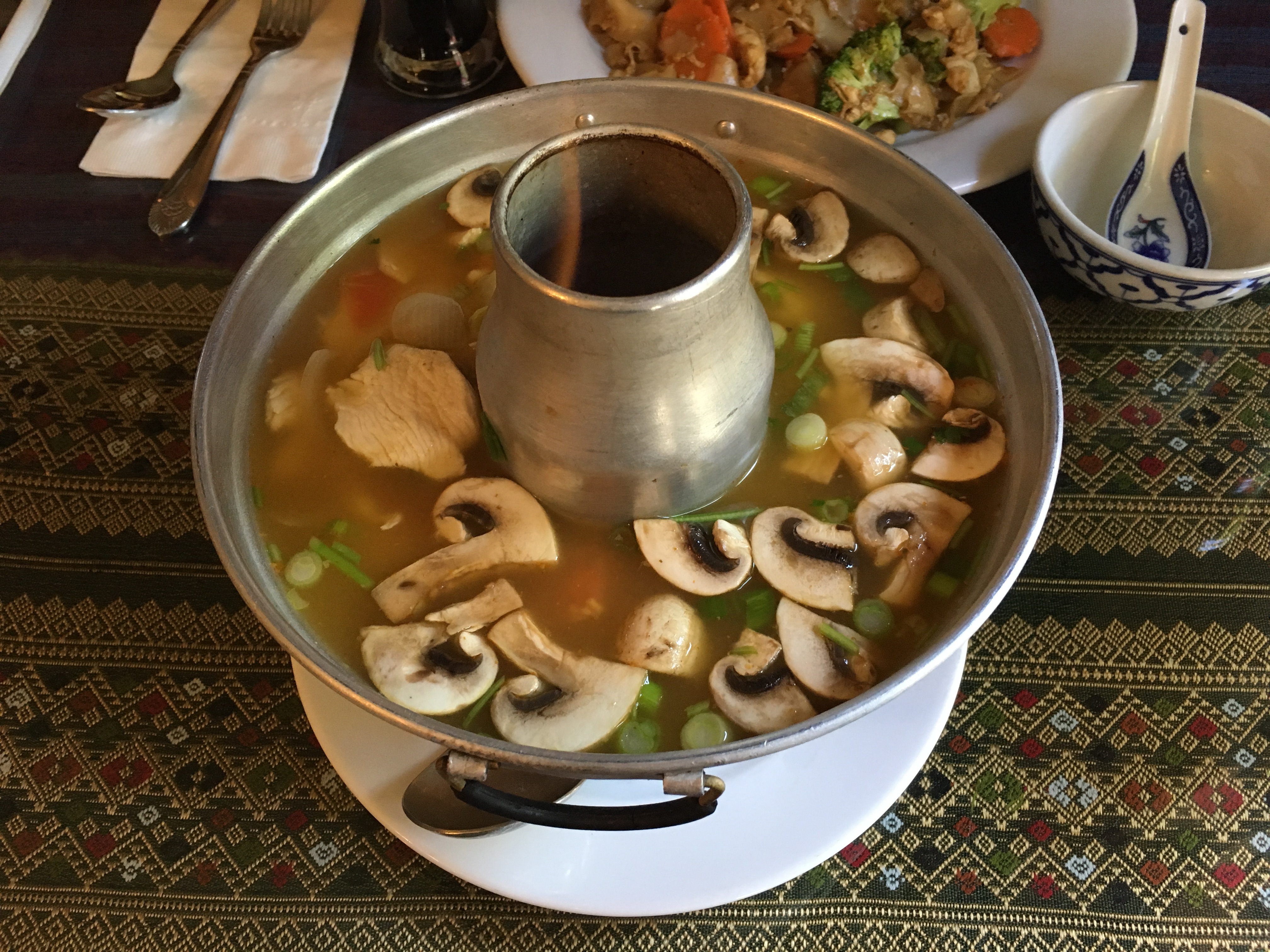
Tom Yum Gai aux champignons, sous forme de fondue chinoise.

### Légumes
La soupe peut contenir des champignons et des tomates. On trouve de nos jours des Tom yum végétariens avec des champignons Shimeji, des girolles noires (Polyozellus multiplex) ou des shiitakes.
En Grande-Bretagne ou la feuille de combava (lime Makrut) est disponible les recettes de Tomyam sont souvent  créatives: soupe au potiron et au maïs

## Le gout

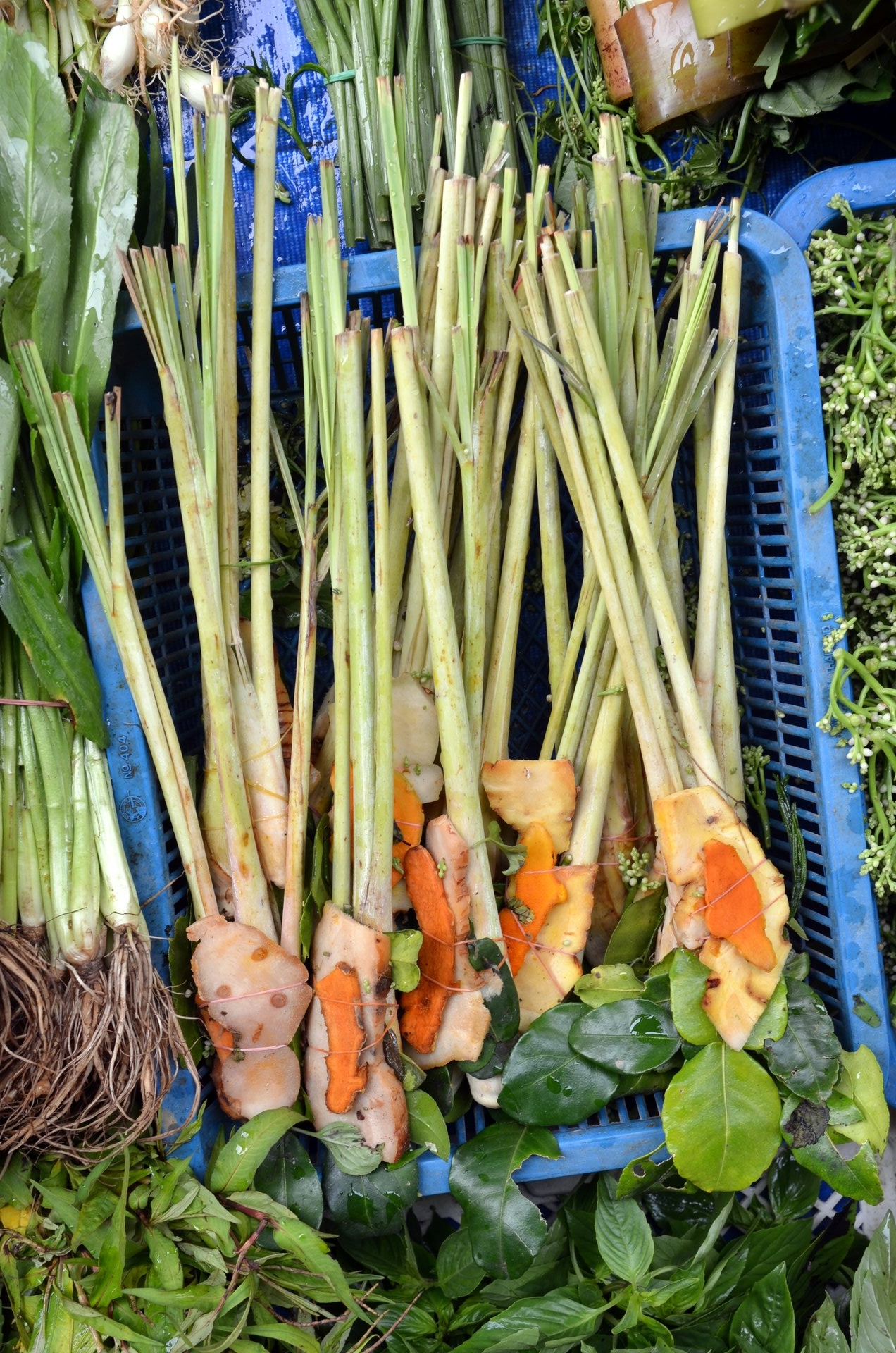
Ingrédients de tom yam kai sur un marché thaïlandais.

Le gout, l'acceptabilité par le consommateurs des deux formes (liquide et crémeuse) de Tom Yum sont méthodiquement étudiés en Thaïlande, pour la soupe claire la saveur, l'arôme des herbes et le piquant sont typiquement recherchés, les panels de consommateurs thaï préfèrent le version crémeuse. L'analyse des composés aromatiques de la soupe Tom Yum donne 96 composés (alcools, aldéhydes, esters, terpènes) dont 5 composés volatils n'excitent pas dans les ingrédients de base mais apparaissent à la cuisson, les composés aromatiques proprement dits sont au nombre de 18, le piment est dominant, pour ce qui est du gout d'agrume, le limonène de la lime est bien présent davantage que le citronellal du combava)[réf. à confirmer].  A noter lé développement (2019) d'un film soluble cellulose-alginate qui emprisonne de l'huile essentielle de combava qu'on peut utiliser directement à la place de la pâte instantanée et qui est préféré à cette dernière par des consommateurs témoins.
La fonction antibactérienne du tom yum a été montré in vitro sur Pseudomonas fluorescens, Escherichia coli, Staphylococcus aureus et Listeria monocytogenes . L'ail, le piment et les feuilles de combava sont les principales sources d'antimicrobiens et d'antioxydants.
Une chercheuse thaïlandaise a testé (2014) la meilleure façon de débarrasser la bouche du gout piquant de la soupe Tom Yum (eau, pain, lait, lait sucré, et rien), le lait est le plus efficace suivi d'un rinçage à l'eau

## Pâte commerciale
La pâte commerciale เครื่องพริกแกงต้มยำสำเร็จรูป (Kherụ̄̀xng phrik kæng t̂myả s̄ảrĕcrūp) pâte de curry instantanée Tom Yum, est préparée en mélangeant toutes les herbes (dont galanga, citronnelle, feuilles de combava, coriandre thaï, persil, piment, échalotes, tomates, jus de lime, etc.) en les écrasant et en les faisant sauter à la poêle dans un fond d'huile. Par la suite, les épices et les autres agents conservateurs sont ajoutés au mélange. La pâte est ensuite mise en bouteille, emballée et vendue dans le monde entier. En utilisant des herbes fraîches, la soupe tom yum peut avoir des saveurs différentes de celle préparée avec de la pâte en conserve. À la soupe s'ajoutent souvent de la viande, de la volaille ou des crevettes.